# Tetraclitoidea
Tetraclitoidea är en överfamilj av kräftdjur. Tetraclitoidea ingår i ordningen Sessilia, klassen Maxillopoda, fylumet leddjur och riket djur. Enligt Catalogue of Life omfattar överfamiljen Tetraclitoidea 22 arter. 
Kladogram enligt Catalogue of Life:
| Tetraclitoidea | \| \| Bathylasmatidae \| \| \| \| \| \| Tetraclitidae \| \| \| \| |
|                | \| \| Bathylasmatidae \| \| \| \| \| \| Tetraclitidae \| \| \| \| |
|                | Balanoidea                                                        |
|                |                                                                   |
|                | Chionelasmatoidea                                                 |
|                |                                                                   |
|                | Chthamaloidea                                                     |
|                |                                                                   |
|                | Coronuloidea                                                      |
|                |                                                                   |
|                | Pachylasmatidae                                                   |
|                |                                                                   |
|                | Verrucidae                                                        |
|                |                                                                   |
|                | Bathylasmatidae                                                   |
|                |                                                                   |
|                | Tetraclitidae                                                     |
|                |                                                                   |

|  | Bathylasmatidae |
|  |                 |
|  | Tetraclitidae   |
|  |                 |